# Zoe Borelli Vranski
Zoe Borelli Vranski (Zadar, 15. travnja 1888. − Firenca, svibanj 1980.), hrvatska slikarica i grafičarka, iz plemenitaške obitelji Borellija Vranskih. Sestra je keramičarke Malvine i pjesnikinje Vande.
Pripadala je grupi Medulić, jednoj od tvoraca Proljetnog salona, na čijim je prvim izložbama izlagala. Djela iz tog razdoblja definiramo kao 'secesionistički ekspresionizam'.